# 馬麟厝
馬麟厝，是台灣新竹縣竹北市的一個傳統地域名稱，位於該市中部偏西。相較於今日行政區，其範圍大致為聯興里南部凸出部分。

## 歷史
台灣清治末期至日治前期，馬麟厝地區為一街庄，稱為「馬麟厝庄」，隸屬於竹北一堡。該庄北與蔴園庄、溝貝庄為鄰，東北及東與新社庄為鄰，南邊及西邊為溪州庄。
1901年（日治明治三十四年）11月，全台廢縣廳改設二十廳，該庄隸屬於新竹廳。1909年（明治四十二年）10月，合併二十廳為十二廳，該庄隸屬不變。1920年（大正九年），廢十二廳改設五州二廳，該庄改制為「馬麟厝」大字，隸屬於新竹州新竹郡舊港庄。1941年（昭和十六年），舊港庄與六家庄合併成立竹北庄，本地區改隸之。
戰後竹北庄改制為竹北鄉，隸屬於新竹縣，大字亦改制為村。1950年桃、竹、苗分治，本地區隸屬不變。1988年，竹北鄉升格為竹北市，村亦改制為里。

## 聚落
本地區發展較早的聚落有馬麟厝、下油車等。

## 交通
縣道118號是舊港至羅浮的道路，也是鳳山溪流域的主要連絡道路，大致以橫向轉西南－東北再轉橫向經過馬麟厝地區，向西可前往下溪州、新庄子、舊港並止於縣道122號路口，向東可前往竹北市區、新埔、關西、馬武督、羅浮並止於省道台7線路口。
鄉道竹54-2線（新興路181巷、溪州路）是溝貝至溪州的道路，大致以北北東—南南西走向經過本地區中部，向北北東可前往溝貝並止於鄉道竹54線路口，向南南西可前往溪州並止於縣市交界處的水利大橋，續行為新竹市溪州路，過舊社大橋可接湳雅路或公道五路。